# Pedrosa de Duero (kommunhuvudort)
Pedrosa de Duero är en kommunhuvudort i Spanien.   Den ligger i provinsen Provincia de Burgos och regionen Kastilien och Leon, i den centrala delen av landet, 150 km norr om huvudstaden Madrid. Pedrosa de Duero ligger 838 meter över havet och antalet invånare är 498.
Terrängen runt Pedrosa de Duero är huvudsakligen platt, men söderut är den kuperad. Runt Pedrosa de Duero är det glesbefolkat, med 11 invånare per kvadratkilometer. Närmaste större samhälle är Roa, 5,3 km öster om Pedrosa de Duero. Trakten runt Pedrosa de Duero består till största delen av jordbruksmark.